# ‘Emeq HaArazim
‘Emeq HaArazim (hebreiska: עמק הארזים) är en dal i Israel.   Den ligger i distriktet Jerusalem, i den nordöstra delen av landet.